# Campionati mondiali juniores di freestyle
I Campionati mondiali juniores di freestyle sono una competizione sportiva, organizzata dalla Federazione Internazionale Sci (FIS), in cui si assegnano i titoli mondiali juniores delle diverse specialità del freestyle. Istituiti nel 2003, vengono svolti con cadenza annuale assegnando complessivamente quattordici titoli in sette discipline, tutte sia maschili sia femminili: gobbe, gobbe in parallelo, salti, halfpipe, ski cross, slopestyle e big air.
Gli atleti che vi prendono parte, a eccezione dello ski cross, devono avere un'età compresa tra i 14 e i 19 anni compiuti entro l'anno di calendario in cui è inserita la competizione. Per lo ski cross i limiti di età sono compresi tra i 16 e i 20 anni.

## Edizioni
| Ed.   | Anno | Sede                                                          | Nazione                          |
| ----- | ---- | ------------------------------------------------------------- | -------------------------------- |
| I     | 2003 | Marble Mountain                                               | Canada                           |
| II    | 2006 | Krasnoe Ozero                                                 | Russia                           |
| III   | 2007 | Airolo                                                        | Svizzera                         |
| IV    | 2010 | Otago                                                         | Nuova Zelanda                    |
| V     | 2011 | Jyväskylä                                                     | Finlandia                        |
| VI    | 2012 | Chiesa in Valmalenco                                          | Italia                           |
| VII   | 2013 | Chiesa in Valmalenco                                          | Italia                           |
| VIII  | 2014 | Chiesa in Valmalenco                                          | Italia                           |
| IX    | 2015 | Chiesa in Valmalenco                                          | Italia                           |
| X     | 2016 | Minsk Val Thorens Åre                                         | Bielorussia Francia Svezia       |
| XI    | 2017 | Crans-Montana Chiesa in Valmalenco                            | Svizzera Italia                  |
| XII   | 2018 | Raŭbičy Duved Cardrona                                        | Bielorussia Svezia Nuova Zelanda |
| XIII  | 2019 | Leysin Reiteralm Chiesa in Valmalenco Kläppen                 | Svizzera Austria Italia Svezia   |
| XIV   | 2020 | Saint-Lary-Soulan Chiesa in Valmalenco                        | Francia Italia                   |
| XV    | 2021 | Krasnojarsk                                                   | Russia                           |
| XVI   | 2022 | Leysin Chiesa in Valmalenco Veysonnaz                         | Svizzera Italia Svizzera         |
| XVII  | 2023 | Chiesa in Valmalenco Passo San Pellegrino Obertauern Cardrona | Italia Austria Nuova Zelanda     |
| XVIII | 2024 | Livigno/Mottolino Chiesa in Valmalenco Idre Fjäll             | Italia Svezia                    |
| XIX   | 2025 | Almaty Isola 2000                                             | Kazakistan Francia               |

## Albo d'oro maschile

### Salti
| Anno | Luogo                | Oro                    | Argento             | Bronzo           |
| ---- | -------------------- | ---------------------- | ------------------- | ---------------- |
| 2003 | Marble Mountain      | Dzianis Osipau         | Sun Peng            | Tsimafei Slivets |
| 2006 | Krasnoe Ozero        | Maksim Huscik          | Oleksandr Abramenko | Anton Sannikov   |
| 2007 | Airolo               | Maksim Huscik          | Dylan Ferguson      | Wu Chao          |
| 2012 | Chiesa in Valmalenco | Zhining Zhang          | Jonathon Lillis     | Wan Xindi        |
| 2013 | Chiesa in Valmalenco | Stanislav Nikitin      | Vasilij Polenov     | Dmitrij Glušakov |
| 2014 | Chiesa in Valmalenco | Maksim Burov           | Shuang Wang         | Vasilij Polenov  |
| 2015 | Chiesa in Valmalenco | Harrison Smith         | Maksim Burov        | Lloyd Wallace    |
| 2016 | Minsk                | Maksim Burov           | Dzmitrij Mazurkevič | Noé Roth         |
| 2017 | Chiesa in Valmalenco | Dzmitrij Mazurkevič    | Pavel Dik           | Jiaxu Sun        |
| 2018 | Raŭbičy              | Noé Roth               | Dzmitrij Mazurkevič | Jiaxu Sun        |
| 2019 | Chiesa in Valmalenco | Vjačaslaŭ Tsimertsau   | Ihar Drabiankou     | Boyan Li         |
| 2020 | Chiesa in Valmalenco | annullata              | annullata           | annullata        |
| 2021 | Krasnojarsk          | Artem Potapov          | Makar Mitrafanau    | Andrej Kuzmin    |
| 2022 | Chiesa in Valmalenco | Victor Primeau         | Quinn Dehlinger     | Émile Nadeau     |
| 2023 | Obertauern           | Wang Guochen           | Volodymyr Kušnir    | Connor Curran    |
| 2024 | Chiesa in Valmalenco | Alexandre Duchaine     | Miha Fontaine       | Connor Curran    |
| 2025 | Almaty               | Dinmukhammed Raimkulov | Yang Yuheng         | Yang Zhicheng    |

### Gobbe
| Anno | Luogo                | Oro               | Argento                 | Bronzo             |
| ---- | -------------------- | ----------------- | ----------------------- | ------------------ |
| 2003 | Marble Mountain      | Nobuyuki Nishi    | Tim Preston             | Antoine Perrin     |
| 2006 | Krasnoe Ozero        | Andrej Volkov     | Anthony Benna           | Jay Bowman-Kirigin |
| 2007 | Airolo               | Bryon Wilson      | Jay Bowman-Kirigin      | Joseph Discoe      |
| 2011 | Jyväskylä            | Ville Miettunen   | Benjamin Cavet          | Olli Penttala      |
| 2012 | Chiesa in Valmalenco | Bradley Wilson    | Ludvig Fjällström       | Choi Jae-woo       |
| 2013 | Chiesa in Valmalenco | Ludvig Fjällström | Jussi Penttala          | Pirmin Kaufmann    |
| 2014 | Chiesa in Valmalenco | Thomas Rowley     | Benjamin Cavet          | Egor Anufriev      |
| 2015 | Chiesa in Valmalenco | Aleksej Pavlenko  | Egor Anufriev           | Andrej Mačnev      |
| 2016 | Åre                  | Hunter Bailey     | Walter Wallberg         | Joel Hedrick       |
| 2017 | Chiesa in Valmalenco | Jack Kariotis     | Thomas Gerken Schofield | Loke Nilsson       |
| 2018 | Duved                | Loke Nilsson      | Albin Holmgren          | Thibaud Mouille    |
| 2019 | Chiesa in Valmalenco | Nikita Novickij   | Masahiro Kimoto         | Akseli Ahvenainen  |
| 2020 | Chiesa in Valmalenco | annullata         | annullata               | annullata          |
| 2021 | Krasnojarsk          | Nikita Andreev    | Akseli Ahvenainen       | Artem Shuldiakov   |
| 2022 | Chiesa in Valmalenco | Cole McDonald     | Enea Buzzi              | Filip Gravenfors   |
| 2023 | Chiesa in Valmalenco | Filip Gravenfors  | Jung Dae-yoon           | Ascher Michel      |
| 2024 | Chiesa in Valmalenco | Mateo Jeannesson  | Jung Dae-yoon           | Michel Asher       |
| 2025 | Almaty               | Osuke Nakahara    | Léo Crozet              | Lee Yoon-seung     |

### Gobbe in parallelo
| Anno | Luogo                | Oro                 | Argento                 | Bronzo             |
| ---- | -------------------- | ------------------- | ----------------------- | ------------------ |
| 2003 | Marble Mountain      | Tom Mazur           | Takumi Ootani           | Ruslan Šarifullin  |
| 2006 | Krasnoe Ozero        | Andrej Volkov       | Jay Bowman-Kirigin      | Patrick Deneen     |
| 2007 | Airolo               | Dmitriy Reiherd     | Jimmy Discoe            | Jay Bowman-Kirigin |
| 2011 | Jyväskylä            | Bryan Zemba         | Jussi Penttala          | Jens Laurite       |
| 2012 | Chiesa in Valmalenco | Rikuya Tanaka       | Fredrik Saterberg       | Aleksej Pavlenko   |
| 2013 | Chiesa in Valmalenco | Thomas Rowley       | Ludvig Fjällström       | Pavel Kolmakov     |
| 2014 | Chiesa in Valmalenco | Benjamin Cavet      | Thomas Rowley           | Marco Tadé         |
| 2015 | Chiesa in Valmalenco | Aleksej Pavlenko    | Egor Anufriev           | Casey Andringa     |
| 2016 | Åre                  | Laurent Dumais      | Emerson Smith           | Pavel Kolmakov     |
| 2017 | Chiesa in Valmalenco | Riku Voutilainen    | Thomas Gerken Schofield | Jack Kariotis      |
| 2018 | Duved                | Walter Wallberg     | Nicolas Degaches        | Takashi Koyama     |
| 2019 | Chiesa in Valmalenco | Elliot Vaillancourt | Masahiro Kimoto         | Alex Lewis         |
| 2020 | Chiesa in Valmalenco | annullata           | annullata               | annullata          |
| 2021 | Krasnojarsk          | Shima Kawaoka       | Artem Shuldiakov        | Vjačeslav Novikov  |
| 2022 | Chiesa in Valmalenco | Nick Page           | Emil Holmgren           | Filip Gravenfors   |
| 2023 | Chiesa in Valmalenco | Filip Gravenfors    | Emil Holmgren           | Mateo Jeannesson   |
| 2024 | Chiesa in Valmalenco | Ikkei Fujimura      | Jung Dae-yoon           | Mateo Jeannesson   |
| 2025 | Almaty               | Matyáš Kroupa       | Léo Crozet              | Noé Lameille       |

### Ski cross
| Anno | Luogo                | Oro                  | Argento                 | Bronzo           |
| ---- | -------------------- | -------------------- | ----------------------- | ---------------- |
| 2006 | Krasnoe Ozero        | Andi Schauer         | Anders Rekdal           | Petr Takac       |
| 2007 | Airolo               | Renato Trummer       | Gregor Vinzens          | Armin Niederer   |
| 2010 | Otago                | Didrik Bastian Juell | Morten Ring Christensen | Georgij Kornilov |
| 2012 | Chiesa in Valmalenco | John Eklund          | Terence Tchiknavorian   | Roman Il'in      |
| 2013 | Chiesa in Valmalenco | Francesco Mauriello  | Terence Tchiknavorian   | Marzellus Renn   |
| 2014 | Chiesa in Valmalenco | Magnus Björnnes      | John Eklund             | Valentin Egger   |
| 2015 | Chiesa in Valmalenco | Tyler Wallasch       | Tim Hronek              | Artem Kostenko   |
| 2016 | Val Thorens          | Sandro Siebenhofer   | David Mobaerg           | Kristofor Mahler |
| 2017 | Chiesa in Valmalenco | Florian Wilmsmann    | Zach Belczyk            | Erik Mobärg      |
| 2018 | Cardrona             | Oliver Davies        | Sandro Siebenhofer      | Maksim Vichrov   |
| 2019 | Reiteralm            | David Mobärg         | Gavin Rowell            | Douglas Crawford |
| 2020 | Saint-Lary-Soulan    | annullata            | annullata               | annullata        |
| 2021 | Krasnojarsk          | Oliver Vierthaler    | Simone Deromedis        | Vladimir Shmyrov |
| 2022 | Veysonnaz            | Lucas Richard        | Sebastian Veit          | Fredrik Nilsson  |
| 2023 | Passo San Pellegrino | Fredrik Nilsson      | Christoph Danksagmüller | Robin Tissieres  |
| 2024 | Idre Fjäll           | Kaleb Barnum         | Nicholas Katrusiak      | Till Hugenroth   |
| 2025 | Isola 2000           |                      |                         |                  |

### Halfpipe
| Anno | Luogo                | Oro               | Argento              | Bronzo              |
| ---- | -------------------- | ----------------- | -------------------- | ------------------- |
| 2003 | Marble Mountain      | Aurélien Fornier  | Davey Bowe           | Mickael Moh         |
| 2007 | Airolo               | Kevin Rolland     | Antti-Jus Kemppainen | Kalle Leinonen      |
| 2010 | Otago                | Noah Bowman       | Walter Wood          | Kristopher Atkinson |
| 2012 | Chiesa in Valmalenco | Annullati         | Annullati            | Annullati           |
| 2013 | Chiesa in Valmalenco | Gurimu Narita     | Broby Leeds          | Frederick Iliano    |
| 2014 | Chiesa in Valmalenco | Beau-James Wells  | Joel Gisler          | Kalle Hilden        |
| 2015 | Chiesa in Valmalenco | Beau-James Wells  | Jake Mageau          | Birk Irving         |
| 2017 | Crans-Montana        | Rafael Kreienbühl | Samson Schuiling     | Robin Briguet       |
| 2018 | Cardrona             | Nico Porteous     | Dylan Ladd           | Birk Ruud           |
| 2019 | Leysin               | Connor Ladd       | Hunter Carey         | Aaron Durlester     |
| 2021 | Krasnojarsk          | Henry Sildaru     | Lee Seung-hun        | Fedor Muralev       |
| 2022 | Leysin               | Gustav Legnavsky  | Matthew Labaugh      | Ben Fethke          |
| 2023 | Cardrona             | annullato         | annullato            | annullato           |
| 2024 | non disputato        | non disputato     | non disputato        | non disputato       |

### Slopestyle
| Anno | Luogo                | Oro                      | Argento            | Bronzo            |
| ---- | -------------------- | ------------------------ | ------------------ | ----------------- |
| 2010 | Otago                | Bobby Brown              | Gus Kenworthy      | Jonas Hunziker    |
| 2012 | Chiesa in Valmalenco | Kai Mahler               | Øystein Bråten     | Jonas Hunziker    |
| 2013 | Chiesa in Valmalenco | Felix Stridsberg-Usterud | Brent Whipple      | Luca Tribondeau   |
| 2014 | Chiesa in Valmalenco | Joona Kangas             | Till Matti         | Robert Andre Ruud |
| 2015 | Chiesa in Valmalenco | Luca Schuler             | Beau-James Wells   | Birk Ruud         |
| 2017 | Chiesa in Valmalenco | Taisei Yamamoto          | Oliwer Magnusson   | Ryan Stevenson    |
| 2018 | Cardrona             | Oliwer Magnusson         | Sebastian Schjerve | Kim Gubser        |
| 2019 | Kläppen              | Édouard Therriault       | Kiernan Fagan      | Ulrik Samnøy      |
| 2021 | Krasnojarsk          | Matěj Švancer            | Daniel Bacher      | Henry Sildaru     |
| 2022 | Leysin               | Troy Podmilsak           | Matthew Labaugh    | Axel Burmansson   |
| 2023 | Cardrona             | Charlie Beatty           | Fadri Rhyner       | Leo Landrø        |
| 2024 | Livigno/Mottolino    | Frank Wahlström          | Henry Townshend    | Henry Sildaru     |

### Big air
| Anno | Luogo             | Oro            | Argento         | Bronzo          |
| ---- | ----------------- | -------------- | --------------- | --------------- |
| 2018 | Cardrona          | Mac Forehand   | Ryan Stevenson  | Thibault Magnin |
| 2019 | Kläppen           | Ulrik Samnøy   | Kiernan Fagan   | Deven Fagan     |
| 2021 | Krasnojarsk       | Matěj Švancer  | Daniel Bacher   | Miro Tabanelli  |
| 2022 | Leysin            | Troy Podmilsak | Luca Harrington | Leo Landrø      |
| 2023 | Cardrona          | Leo Landrø     | Matthew Lepine  | Fadri Rhyner    |
| 2024 | Livigno/Mottolino | annullato      | annullato       | annullato       |

## Albo d'oro femminile

### Salti
| Anno | Luogo                | Oro                      | Argento               | Bronzo            |
| ---- | -------------------- | ------------------------ | --------------------- | ----------------- |
| 2003 | Marble Mountain      | Anna Zukal'              | Dai Shuangfei         | Anna Belych       |
| 2006 | Krasnoe Ozero        | Nadija Didenko           | Nadja Leuenberger     | Ol'ha Poljuk      |
| 2007 | Airolo               | Xu Mengtao               | Yang Yu               | Ol'ha Poljuk      |
| 2012 | Chiesa in Valmalenco | Quan Huilin              | Hanna Hus'kova        | Kiley McKinnon    |
| 2013 | Chiesa in Valmalenco | Quan Huilin              | Anastasija Novosad    | Aleksandra Orlova |
| 2014 | Chiesa in Valmalenco | Catrine Lavallée         | Aleksandra Orlova     | Ljubov' Nikitina  |
| 2015 | Chiesa in Valmalenco | Aljaksandra Ramanoŭskaja | Janbota Aldabergenova | Elle Gaudette     |
| 2016 | Minsk                | Aljaksandra Ramanoŭskaja | Aleksandra Orlova     | Ljubov' Nikitina  |
| 2017 | Chiesa in Valmalenco | Ljubov' Nikitina         | Winter Vinecki        | Qi Shao           |
| 2018 | Raŭbičy              | Ljubov' Nikitina         | Qi Shao               | Carol Bouvard     |
| 2019 | Chiesa in Valmalenco | Snjažana Drabjankova     | Liya Jia              | Jana Jarmašėvič   |
| 2020 | Chiesa in Valmalenco | annullata                | annullata             | annullata         |
| 2021 | Krasnojarsk          | Anastasija Pritkova      | Alexandra Baer        | Ursina Platz      |
| 2022 | Chiesa in Valmalenco | Flavie Aumond            | Kaila Kuhn            | Alexandra Baer    |
| 2023 | Obertauern           | Chen Meiting             | Liu Xuanchi           | Amelia Glogowski  |
| 2024 | Chiesa in Valmalenco | Shen Jingyi              | Yang Xinyi            | Anhelina Brykina  |
| 2025 | Almaty               | Shen Haohao              | Wang Qixian           | Wang Xue          |

### Gobbe
| Anno | Luogo                | Oro                  | Argento                 | Bronzo                |
| ---- | -------------------- | -------------------- | ----------------------- | --------------------- |
| 2003 | Marble Mountain      | Hannah Kearney       | Jessica Davis           | Lauren Crawford       |
| 2006 | Krasnoe Ozero        | Ekaterina Stoljarova | Elena Muratova          | Caterian Mader        |
| 2007 | Airolo               | Ekaterina Stoljarova | Kayla Snyderman         | Chloé Dufour-Lapointe |
| 2011 | Jyväskylä            | Julija Galyševa      | Marika Pertachija       | Tereza Vaculíková     |
| 2012 | Chiesa in Valmalenco | Julija Galyševa      | Anna Park               | Marika Pertachija     |
| 2013 | Chiesa in Valmalenco | Keaton McCargo       | Leonie Gerken Schofield | Kaitlyn Harrell       |
| 2014 | Chiesa in Valmalenco | Keaton McCargo       | Morgan Schild           | Perrine Laffont       |
| 2015 | Chiesa in Valmalenco | Perrine Laffont      | Avita Shimko            | Jaelin Kauf           |
| 2016 | Åre                  | Perrine Laffont      | Tess Johnson            | Léa Bouard            |
| 2017 | Chiesa in Valmalenco | Trudy Mickel         | Anastasija Smirnova     | Olivia Giaccio        |
| 2018 | Duved                | Kisara Sumiyoshi     | Hinako Tomitaka         | Viktorija Lazarenko   |
| 2019 | Chiesa in Valmalenco | Sabrina Cass         | Hinako Tomitaka         | Viktorija Lazarenko   |
| 2020 | Chiesa in Valmalenco | annullata            | annullata               | annullata             |
| 2021 | Krasnojarsk          | Anri Kawamura        | Viktorija Lazarenko     | Anastasija Smirnova   |
| 2022 | Chiesa in Valmalenco | Elizabeth Lemley     | Anastassiya Gorodko     | Alli Macuga           |
| 2023 | Chiesa in Valmalenco | Shiori Asano         | Marin Ito               | Ashley Koehler        |
| 2024 | Chiesa in Valmalenco | Anastassiya Gorodko  | Marin Ito               | Yuma Taguchi          |
| 2025 | Almaty               | Yuma Taguchi         | Anastassiya Gorodko     | Kurea Mise            |

### Gobbe in parallelo
| Anno | Luogo                | Oro                   | Argento                 | Bronzo               |
| ---- | -------------------- | --------------------- | ----------------------- | -------------------- |
| 2003 | Marble Mountain      | Hannah Kearney        | Jessica Davis           | Nadežda Vaganova     |
| 2006 | Krasnoe Ozero        | Alizée Boulangeat     | Deborah Scanzio         | Elena Muratova       |
| 2007 | Airolo               | Chloé Dufour-Lapointe | Ekaterina Stoljarova    | Yulija Rodionova     |
| 2011 | Jyväskylä            | Marika Pertachija     | Emilie Klingen Amundsen | Isabella Cedercreutz |
| 2012 | Chiesa in Valmalenco | Ali Kariotis          | Marika Pertachija       | Julija Galyševa      |
| 2013 | Chiesa in Valmalenco | Keaton McCargo        | Kaitlyn Harrell         | Perrine Laffont      |
| 2014 | Chiesa in Valmalenco | Ali Kariotis          | Morgan Schild           | Keaton McCargo       |
| 2015 | Chiesa in Valmalenco | Perrine Laffont       | Anastasija Safiulina    | Léa Bouard           |
| 2016 | Åre                  | Hinako Tomitaka       | Léa Bouard              | Berkley Brown        |
| 2017 | Chiesa in Valmalenco | Olivia Giaccio        | Nora Lødøen             | Anastasija Smirnova  |
| 2018 | Duved                | Viktorija Lazarenko   | Maia Schwinghammer      | Anastasija Kulikova  |
| 2019 | Chiesa in Valmalenco | Anastasija Smirnova   | Hinako Tomitaka         | Kisara Sumiyoshi     |
| 2020 | Chiesa in Valmalenco | annullata             | annullata               | annullata            |
| 2021 | Krasnojarsk          | Viktorija Lazarenko   | Haruka Nakao            | Anastasija Smirnova  |
| 2022 | Chiesa in Valmalenco | Anastassiya Gorodko   | Elizabeth Lemley        | Alli Macuga          |
| 2023 | Chiesa in Valmalenco | Alli Macuga           | Skylar Slettene         | Kylie Kariotis       |
| 2024 | Chiesa in Valmalenco | Kylie Kariotis        | Anastassiya Gorodko     | Yuma Taguchi         |
| 2025 | Almaty               | Anastassiya Gorodko   | Reese Chapdelaine       | Abby McLarnon        |

### Ski cross
| Anno | Luogo                | Oro               | Argento                | Bronzo               |
| ---- | -------------------- | ----------------- | ---------------------- | -------------------- |
| 2006 | Krasnoe Ozero        | Julia Manhard     | Méryll Boulangeat      | Alizée Boulangeat    |
| 2007 | Airolo               | Alizée Boulangeat | Clara Marsan           | Flurina Marugg       |
| 2010 | Otago                | Fanny Smith       | Katrin Ofner           | Julija Livinskaja    |
| 2012 | Chiesa in Valmalenco | Julia Eichinger   | Jorinde Müller         | Emilie Benz          |
| 2013 | Chiesa in Valmalenco | Marielle Thompson | Ekaterina Mal'ceva     | Ekaterina Staričenko |
| 2014 | Chiesa in Valmalenco | Jorinde Müller    | Sandra Näslund         | Margarethe Aschauer  |
| 2015 | Chiesa in Valmalenco | India Sherret     | Daniela Maier          | Alexandra Edebo      |
| 2016 | Val Thorens          | Sandra Näslund    | Viktorija Zavadovskaja | Laury Marullaz       |
| 2017 | Chiesa in Valmalenco | Sandra Näslund    | Lisa Andersson         | Alexa Velcic         |
| 2018 | Cardrona             | Mikayla Martin    | Mazie Hayden           | Elliane Hall         |
| 2019 | Reiteralm            | Zoe Chore         | Talina Gantenbein      | Celia Funkler        |
| 2020 | Saint-Lary-Soulan    | annullato         | annullato              | annullato            |
| 2021 | Krasnojarsk          | Daria Melčakova   | Diana Čolenska         | Polina Rjabova       |
| 2022 | Veysonnaz            | Sonja Gigler      | Linnea Mobärg          | Christina Födermayr  |
| 2023 | Veysonnaz            | Émeline Bennett   | Veronika Redder        | Margaux Dumont       |
| 2024 | Idre Fjäll           | Émeline Bennett   | Veronika Redder        | Uma Kruse Een        |
| 2025 | Isola 2000           |                   |                        |                      |

### Halfpipe
| Anno | Luogo                | Oro                | Argento             | Bronzo             |
| ---- | -------------------- | ------------------ | ------------------- | ------------------ |
| 2003 | Marble Mountain      | Jennifer Hudak     | Davina Williams     | Kendra Perry       |
| 2007 | Airolo               | Kim Sharp          | Sophia Schwartz     | Anaïs Caradeux     |
| 2010 | Otago                | Brita Sigourney    | Hannah Haupt        | Devin Logan        |
| 2012 | Chiesa in Valmalenco | annullato          | annullato           | annullato          |
| 2013 | Chiesa in Valmalenco | Nina Ragettli      | Zyre Austin         | Rowan Cheshire     |
| 2014 | Chiesa in Valmalenco | Sabrina Cakmakli   | Elizaveta Česnokova | Jeanee Crane-Mauzy |
| 2015 | Chiesa in Valmalenco | Molly Summerhayes  | Valerija Demidova   | Anna Gorham        |
| 2017 | Crans-Montana        | Kelly Sildaru      | Svea Irving         | Valerija Demidova  |
| 2018 | Cardrona             | Kelly Sildaru      | Valerija Demidova   | Kexin Zhang        |
| 2019 | Leysin               | Constance Brogden  | Jaroslavna Muntjan  | Ruby Andrews       |
| 2021 | Krasnojarsk          | Alexandra Glazkova | Michelle Rageth     | Kim Dae-un         |
| 2022 | Leysin               | Kim Dae-un         | Kathryn Gray        | Piper Arnold       |
| 2023 | Cardrona             | annullato          | annullato           | annullato          |
| 2024 | non disputato        | non disputato      | non disputato       | non disputato      |

### Slopestyle
| Anno | Luogo                | Oro               | Argento                    | Bronzo            |
| ---- | -------------------- | ----------------- | -------------------------- | ----------------- |
| 2010 | Otago                | Jamie Crane-Mauzy | Keltie Hansen              | Devin Logan       |
| 2012 | Chiesa in Valmalenco | Devin Logan       | Tiril Sjåstad Christiansen | Sandra Dejin      |
| 2013 | Chiesa in Valmalenco | Lisa Zimmermann   | Alexi Micinski             | Katie Summerhayes |
| 2014 | Chiesa in Valmalenco | Katie Summerhayes | Johanne Killi              | Sabrina Cakmakli  |
| 2015 | Chiesa in Valmalenco | Nanaho Kiriyama   | Sandra Eie                 | Caroline Claire   |
| 2017 | Chiesa in Valmalenco | Kelly Sildaru     | Jennie-Lee Burmansson      | Caroline Claire   |
| 2018 | Cardrona             | Kelly Sildaru     | Anastasija Tatalina        | Kokone Kondo      |
| 2019 | Kläppen              | Kelly Sildaru     | Kirsty Muir                | Rell Harwood      |
| 2021 | Krasnojarsk          | Ksenia Orlova     | Muriel Mohr                | Michelle Rageth   |
| 2022 | Leysin               | Ruby Andrews      | Jade Michaud               | Kathryn Gray      |
| 2023 | Cardrona             | Muriel Mohr       | Flora Tabanelli            | Mischa Thomas     |
| 2024 | Livigno/Mottolino    | Muriel Mohr       | Eleanor Andrews            | Avery Krumme      |

### Big air
| Anno | Luogo             | Oro                 | Argento       | Bronzo         |
| ---- | ----------------- | ------------------- | ------------- | -------------- |
| 2018 | Cardrona          | Anastasija Tatalina | Kelly Sildaru | Lana Prusakova |
| 2019 | Kläppen           | Kelly Sildaru       | Megan Oldham  | Kirsty Muir    |
| 2021 | Krasnojarsk       | Ksenia Orlova       | Muriel Mohr   | Snezhana Prajs |
| 2022 | Leysin            | Brinn Johnston      | Kathryn Gray  | Jade Michaud   |
| 2023 | Cardrona          | Flora Tabanelli     | Han Linshan   | Yang Ruyi      |
| 2024 | Livigno/Mottolino | Flora Tabanelli     | Muriel Mohr   | Marija Aniičyn |

## Albo d'oro misto

### Salti a squadre
| Anno | Luogo                | Oro                                                          | Argento                                                     | Bronzo                                                        |
| ---- | -------------------- | ------------------------------------------------------------ | ----------------------------------------------------------- | ------------------------------------------------------------- |
| 2021 | Krasnoyarsk          | Russia I Anastasija Prytkova Artem Potapov Arsenij Vagin     | Bielorussia I Anna Derugo Ihar Drabiankou Makar Mitrafanau  | Russia II Eseniia Pantiukhova Denis Sliadnev Ildar Khakimov   |
| 2022 | Chiesa in Valmalenco | Stati Uniti I Kaila Kuhn Connor Curran Quinn Dehlinger       | Canada I Flavie Aumond Miha Fontaine Émile Nadeau           | Canada II Rosalie Gagnon Victor Primeau Pierre-Olivier Cote   |
| 2023 | Obertauern           | Cina I Liu Xuanchi Chen Shuo Wang Guochen                    | Stati Uniti I Amelia Glogowski Connor Curran Ian Schoenwald | Canada I Charlie Fontaine Victor Primeau Anthony Noel         |
| 2024 | Chiesa in Valmalenco | Canada I Alexandra Montminy Miha Fontaine Alexandre Duchaine | Cina I Shen Jinyi Yang Yuheng Li Neng                       | Ucraina I Anhelina Brykina Zakhar Maksymchuk Maksym Kuznitsov |
| 2025 | Almaty               | Cina II Wang Qixian Gu Jiubo Geng Hu                         | Cina I Feng Junxi Yang Zhicheng Yang Yuheng                 | Canada I Vicotria Cote Élliot Primeau Élliot Beauregard       |

### Gobbe in parallelo a squadre
| Anno | Luogo                | Oro                                          | Argento                                        | Bronzo                                      |
| ---- | -------------------- | -------------------------------------------- | ---------------------------------------------- | ------------------------------------------- |
| 2022 | Chiesa in Valmalenco | Stati Uniti III Alli Macuga Jackson Crockett | Kazakistan I Anastassiya Gorodko Fedor Bugakov | Stati Uniti I Kasey Hogg Cole McDonald      |
| 2023 | Chiesa in Valmalenco | Stati Uniti Alli Macuga Asher Michel         | Canada Ashley Koehler Jean-Christophe Bougie   | Svezia Moa Gustafson Emil Holmgren          |
| 2024 | Chiesa in Valmalenco | annullato                                    | annullato                                      | annullato                                   |
| 2025 | Almaty               | Stati Uniti II Reese Chapdelaine Jiah Cohen  | Kazakistan I Yulija Feklistova Denis Rastruba  | Stati Uniti I Anabel Ayad Chase Littlefield |

### Ski cross a squadre
| Anno | Luogo                | Oro                                             | Argento                                     | Bronzo                                    |
| ---- | -------------------- | ----------------------------------------------- | ------------------------------------------- | ----------------------------------------- |
| 2021 | Krasnojarsk          | Austria I Oliver Vierthaler Christina Födermayr | Italia I Simone Deromedis Andrea Chesi      | Russia II Andrej Gerasimov Polina Rjabova |
| 2022 | non disputato        | non disputato                                   | non disputato                               | non disputato                             |
| 2023 | Passo San Pellegrino | Svizzera I Robin Tissieres Margaux Dumont       | Canada I Nicholas Katrusiak Emeline Bennet  | Francia I Edgar Baillet Mathilde Brodier  |
| 2024 | Idre Fjäll           | Germania I Till Hugenroth Veronika Redder       | Canada I Nicholas Katrusiak Émeline Bennett | Stati Uniti I Jack Mitchell Morgan Shute  |
| 2025 | Isola 2000           |                                                 |                                             |                                           |

## Medagliere
Di seguito sono riportate le medaglie dei primi dieci paesi del medagliere.
Aggiornato al 2024
| Pos. | Nazione     | Oro | Argento | Bronzo | Tot. |
| ---- | ----------- | --- | ------- | ------ | ---- |
| 1    | Stati Uniti | 34  | 43      | 39     | 116  |
| 2    | Russia      | 25  | 21      | 32     | 78   |
| 3    | Canada      | 19  | 12      | 10     | 41   |
| 4    | Svezia      | 11  | 14      | 11     | 36   |
| 5    | Svizzera    | 10  | 10      | 17     | 37   |
| 6    | Giappone    | 10  | 8       | 5      | 23   |
| 7    | Germania    | 8   | 8       | 7      | 24   |
| 8    | Cina        | 8   | 8       | 8      | 24   |
| 9    | Francia     | 7   | 9       | 10     | 26   |
| 10   | Bielorussia | 7   | 7       | 3      | 17   |
| ...  |             |     |         |        |      |